# Bombus sitkensis
Bombus sitkensis — вид шмелей, распространённый в западной части Северной Америки от Аляски до Калифорнии.

## Описание
Особи Bombus sitkensis имеют продолговатые головы со средней длины хоботками. 
Головной отдел и передняя часть груди женских особей (маток и рабочих) покрыт жёлтыми и чёрными волосками. На средней части грудного отдела имеется чёрное пятно. Бока желтоватые. Спинные сегменты 1 и 2 жёлтые, сегменты 3 и 4 — чёрные; 5 и 6  — коричневато-красные.
У мужских особей головной отдел и передняя часть грудного отдела жёлтые и лишь задняя часть грудного отдела покрыта вперемешку жёлтыми и чёрными волосками. Спинные сегменты 1 и 2 жёлтые, сегменты 3, 4 и 5 — чёрные с жёлтым пятном спереди; 6  — коричневато-красный.

## Распространение
Типичными местами обитания Bombus sitkensis являются травянистые прерии и горные луга. Гнездование происходит под землёй в заброшенных норах грызунов, а также на поверхности в пучках травы, старых птичьих гнёздах и дуплах погибших деревьев. 
Встречаются в западной части Северной Америки: от Аляски, Вашингтона и Британской Колумбии до севера Айдахо, запада Монтаны и прибрежных районов Калифорнии.